# Festival Internacional de Cine de Calcuta
El Festival Internacional de Cine de Calcuta (KIFF) es un festival de cine anual celebrado en la ciudad de Calcuta, India. Fundado en 1995, es el segundo festival internacional de cine más antiguo de la India, organizado por el Centro de Cine de Bengala Occidental. Este centro fue inaugurado por el cineasta Satyajit Ray. Desde el momento de su fundación, los cinéfilos de Calcuta exigieron su propio festival de cine.
En 1995, Nandan organizó su primer festival de cine independiente. En un par de años fue reconocido por la FIAPF (Federación Internacional de Asociaciones de Productores de Cine), la autoridad internacional que rige los festivales de cine.

## Secciones del festival
- Cine internacional
- Grandes clásicos
- Retrospectiva
- Focus
- Tributos
- Documental
- Selección india
- Selección asiática
- Pantalla infantil
- Exhibición especial
- Cortometrajes
- Homenaje
- Descubrimiento[1]

## Géneros
- Infancia y juventud
- Largometrajes
- Cortometrajes
- Documentales
- Telfilmes[1]